# Cimetière juif de Roßau
Le cimetière juif de Roßau ou cimetière juif de la Seegasse  est le plus ancien cimetière juif conservé de Vienne en Autriche. Des membres de la communauté juive y sont enterrés entre 1540 et 1783.

## Histoire
Le cimetière juif de Roßau, également connu sous le nom de cimetière juif de la Seegasse en raison de son emplacement dans la Seegasse (Allée de la mer),.
Le cimetière juif se trouve dans le quartier de Roßau, dans le 9e arrondissement de Vienne, Alsergrund. Il couvre une superficie d'environ 2 000 m2.
C'est le cimetière principal pour la population juive de la ville entre les années 1540 et 1783
Il est l'un des premiers cimetières protégés de la ville de Vienne et le plus ancien cimetière juif conservé d'Autriche.
Toutes les inscriptions sur les pierres tombales sont en hébreu.
Les pierres tombales sont emportées à plusieurs reprises par le niveau élevé des eaux du Danube. La réglementation du Danube dans les années 1868-1875 apporte un remède.
Aujourd’hui, le terrain fait partie de la cour de la maison de retraite de la Seegasse et est accessible via la maison. Là où se trouve aujourd’hui la maison, il y avait autrefois un établissement juif pour la mise en quarantaine des malades.
Depuis 2011, le cimetière est continuellement rénové avec le soutien de la municipalité de Vienne et de l'Office fédéral des monuments.
Le cimetière est fermé jusqu'à nouvel ordre, l'accès n'étant pas possible en raison de travaux de construction.
Il est à noter que le cimetière juif de Währing est créé en 1784 sur la base des règles sanitaires édictées par Joseph II. Pour des raisons d’hygiène, tous les cimetières de Vienne qui se trouvent alors à l’intérieur des murs de la ville sont fermés. De nouveaux cimetières sont construits à l'extérieur des murs de la ville. Cette mesure touche également la communauté juive. Le cimetière juif de Roßau est également été fermé.

## Personnalités inhumées dans ce cimetière
- Le rabbin Menachem Hendel (1611[5],[6].
- Le rabbin Simeon Auerbach (1631)[5],[7].
- Le marchand Jakob Koppel Fränkel (1670)[5],[8].
- Le banquier Samuel Oppenheimer (1703)[5].
- Diego de Aguilar (1759)[5].
- Samson Wertheimer (1724)[5].